# 同仁医院旧址 (安庆)
30°30′47″N 117°02′24″E / 30.51309°N 117.03998°E
同仁医院旧址，位于中华人民共和国安徽省安庆市双井街。是一所医院旧址、安徽省文物保护单位，现在用于中国人民解放军海军116医院（海军安庆医院）。

## 沿革
1901年，美国圣公会传教士来安庆创办诊所。1903年，在双井街购地建房。1907年迁入并开办同仁医院，由传教士戴世璜（Harry Baylor Taylor）任院长。1942年，侵华日军攻占安庆，日军改为陆军医院。中华人民共和国成立后，1951年，由中国人民解放军安庆军管会接管，改为陆军第十四医院，后改为中国人民解放军海军116医院。该旧址有门诊楼、病房、护士学校楼、职工住宅等组成，均为西式建筑。墙体用青砖平砌，以红砖砌门窗框、分层线脚和菱形纹。1998年5月4日，安徽省人民政府认定其为第四批安徽省文物保护单位。